# Juliusz Tomaszewski
Juliusz Władysław Tomaszewski (ur. 15 listopada 1888 w Tustanowicach, zm. 1940 w ZSRR) – podpułkownik artylerii Wojska Polskiego, kawaler Orderu Virtuti Militari, ofiara zbrodni katyńskiej.

## Życiorys
Syn Walentego, leśnika, i Julii z Ostrowskich . W 1909 zdał maturę w Samborze, następnie od 1910 studiował w Akademii Leśnej w Wiedniu oraz w latach 1912–1914 na Politechnice Lwowskiej.
W sierpniu 1914 wstąpił do Legionów Polskich. Służył w 1 pułku artylerii. W okresie od 23 września 1915 do 8 października 1916 walczył w bitwach nad Styrem, pod Kołodią, Kostiuchnówką, Wołczeckiem, Nową Rudą, Stobychwą, Rudką Miryńską i Sitowiczami. Po kryzysie przysięgowym wcielony 15 września 1917 do armii austriackiej.
Od 1 listopada 1918 uczestniczył w obronie Lwowa, a następnie w wojnie polsko-ukraińskiej. Po odzyskaniu przez Polskę niepodległości został przyjęty do Wojska Polskiego. Służył w 1 pułku artylerii polowej Legionów. Brał udział w wojnie polsko-bolszewickiej, na froncie litewskim. Został awansowany na stopień kapitana artylerii ze starszeństwem z dniem 1 czerwca 1919, a potem na majora ze starszeństwem z dniem 1 stycznia 1927. W latach 20. był oficerem 3 pułku artylerii polowej w Zamościu, gdzie w 1928 był dowódcą II dywizjonu. W marcu 1930 został przeniesiony do 5 pułku artylerii lekkiej we Lwowie na stanowisko kwatermistrza. 17 stycznia 1933 został mianowany podpułkownikiem ze starszeństwem z 1 stycznia 1933 i 8. lokatą w korpusie oficerów artylerii. W kwietniu tego roku został przesunięty na stanowisko zastępcy dowódcy 5 pal, a w sierpniu 1933 przesunięty ponownie na stanowisko kwatermistrza.
Po wybuchu II wojny światowej i agresji ZSRR na Polskę z 17 września 1939 na terenach wschodnich II Rzeczypospolitej został aresztowany przez Sowietów. Przewieziony do więzienia przy ulicy Karolenkiwskiej 17 w Kijowie. Tam został zamordowany przez NKWD prawdopodobnie na wiosnę 1940. Jego nazwisko znalazło się na tzw. Ukraińskiej Liście Katyńskiej opublikowanej w 1994 (został wymieniony na liście wywózkowej 55/5-33 oznaczony numerem 2956). Ofiary z tej części zbrodni katyńskiej zostały pochowane na otwartym w 2012 Polskim Cmentarzu Wojennym w Kijowie-Bykowni.
Żonaty, miał dwóch synów, Janusza Juliusza (ur. 1922) i Zbigniewa Jerzego (ur. 1926).

## Ordery i odznaczenia
- Krzyż Srebrny Orderu Virtuti Militari nr 7540[15][16]
- Krzyż Niepodległości (6 czerwca 1931)[17]
- Krzyż Walecznych[16]
- Złoty Krzyż Zasługi (10 listopada 1928)[18][16]